# 飛騨まんが王国
飛騨まんが王国（ひだまんがおうこく）は、岐阜県飛騨市にある漫画専門の「まんが図書館」を中心とする施設である。

## 概要
1994年、地域おこしを目的に旧宮川村により開設された。通常の図書館とは違い、蔵書は全国の漫画愛好家から寄贈された漫画本のみで構成され、館内にて漫画を読むことが出来る。
賢プロダクション付属の声優養成所・スクールデュオが毎年夏に本施設で合宿を行っている。

## まんがサミットハウス
まんがサミットハウスの中に、宿泊施設あり。

### まんが図書館
約40,000冊の漫画を所蔵する。開館時間内は床やソファーでゆっくりと漫画を読むことが出来る。

#### 概要
- 休館日：木曜日・水曜日（冬季のみ）
  - 祝日・夏休み・正月は営業
- 開館時間
  - 平日 - 10:00～18:00
  - 土曜・日曜・祝日 - 10:00～21:00（10月～3月は20:30閉館）

- 使用料
  - 大人（中学生以上） - 400円
  - 小学生 - 300円
  - 幼児 - 無料

## 隣接施設
宮川温泉おんり～湯
日帰り温泉施設。天然温泉（アルカリ性単純温泉）で、流水歩行浴、サウナ、展望風呂、全身浴などの風呂が完備されている。

## 交通
- 富山市大沢野方面より、無料送迎バスあり。
- JR高山本線杉原駅から徒歩